# Herophydrus muticus
Herophydrus muticus är en skalbaggsart som först beskrevs av Sharp 1882.  Herophydrus muticus ingår i släktet Herophydrus och familjen dykare. Inga underarter finns listade i Catalogue of Life.